# MÁV motorkocsi- és motorvonat-sorozatok
Az alábbi lista a MÁV motorkocsijairól és motorvonatairól nyújt áttekintést. Mozdonyokról a MÁV mozdonysorozatok ad tájékoztatást.

## Dízel motorkocsik és motorvonatok

### Forgalomból kivont típusok

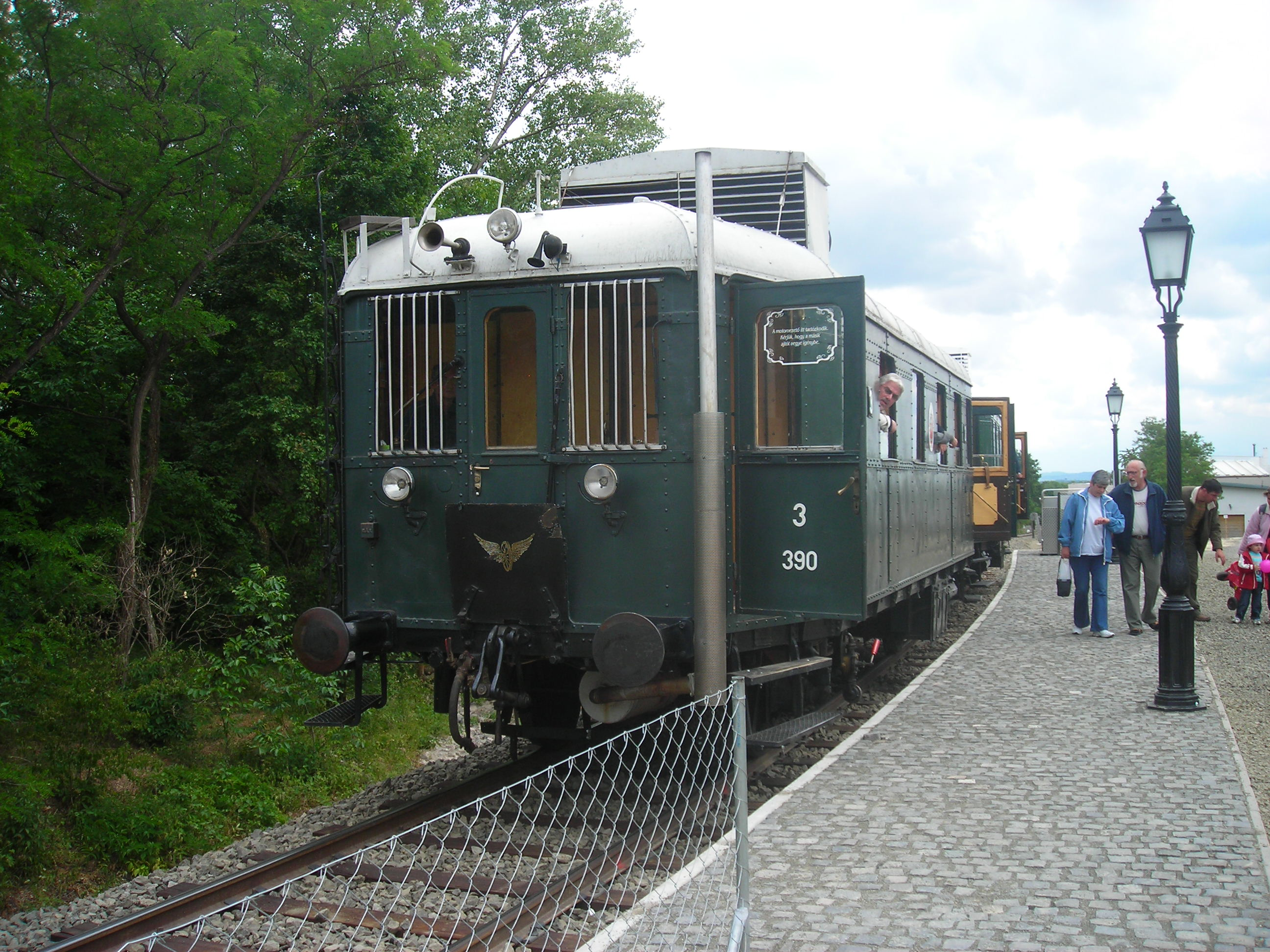
BCmot motorkocsi a Szentendrei Skanzenben

- A MÁV BCmot és BCymot sorozatú dízel motorkocsija
- A MÁV BCnymot sorozatú dízel motorkocsija
- A MÁV BCamot sorozatú dízel motorkocsija
- A MÁV Camot 315–316 pályaszámú dízel motorkocsija
- A MÁV Aamot sorozatú dízel motorkocsija
- A MÁV Cbmot sorozatú dízel motorkocsija
- A MÁV ABbmot sorozatú dízel motorkocsija
- A MÁV Bbmot sorozatú dízel motorkocsija
- A MÁV Bamot sorozatú dízel motorkocsik
- A MÁV MDmot sorozatú dízel motorkocsija
- A MÁV Bzmot 601 sorozatú dízel motorkocsija (Malajziában van, nincs Magyarországon)

### Forgalomban lévő típusok

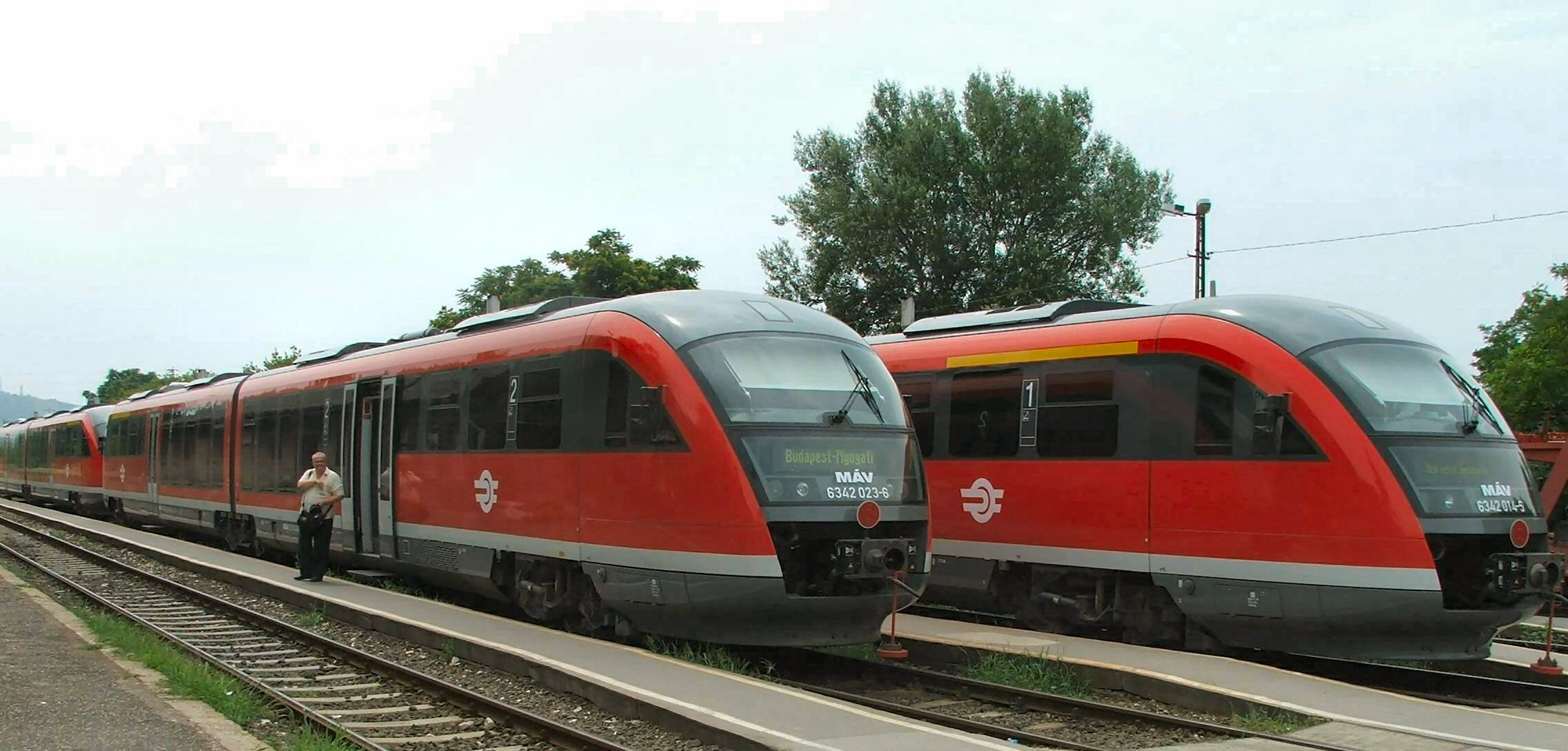
Két Desiro-szerelvény Esztergomban

- A MÁV 117 sorozatú dízel motorkocsija „Bz”
- A MÁV 6312 sorozatú dízel ikermotorkocsija „Iker Bz”
- MÁV 416 sorozat „Uzsgyi”
- MÁV 426 sorozat Desiro

## Villamos motorkocsik és motorvonatok

### Forgalomból kivont típusok
- A MÁV Cavill sorozatú villamos motorkocsija

### Forgalomban lévő típusok

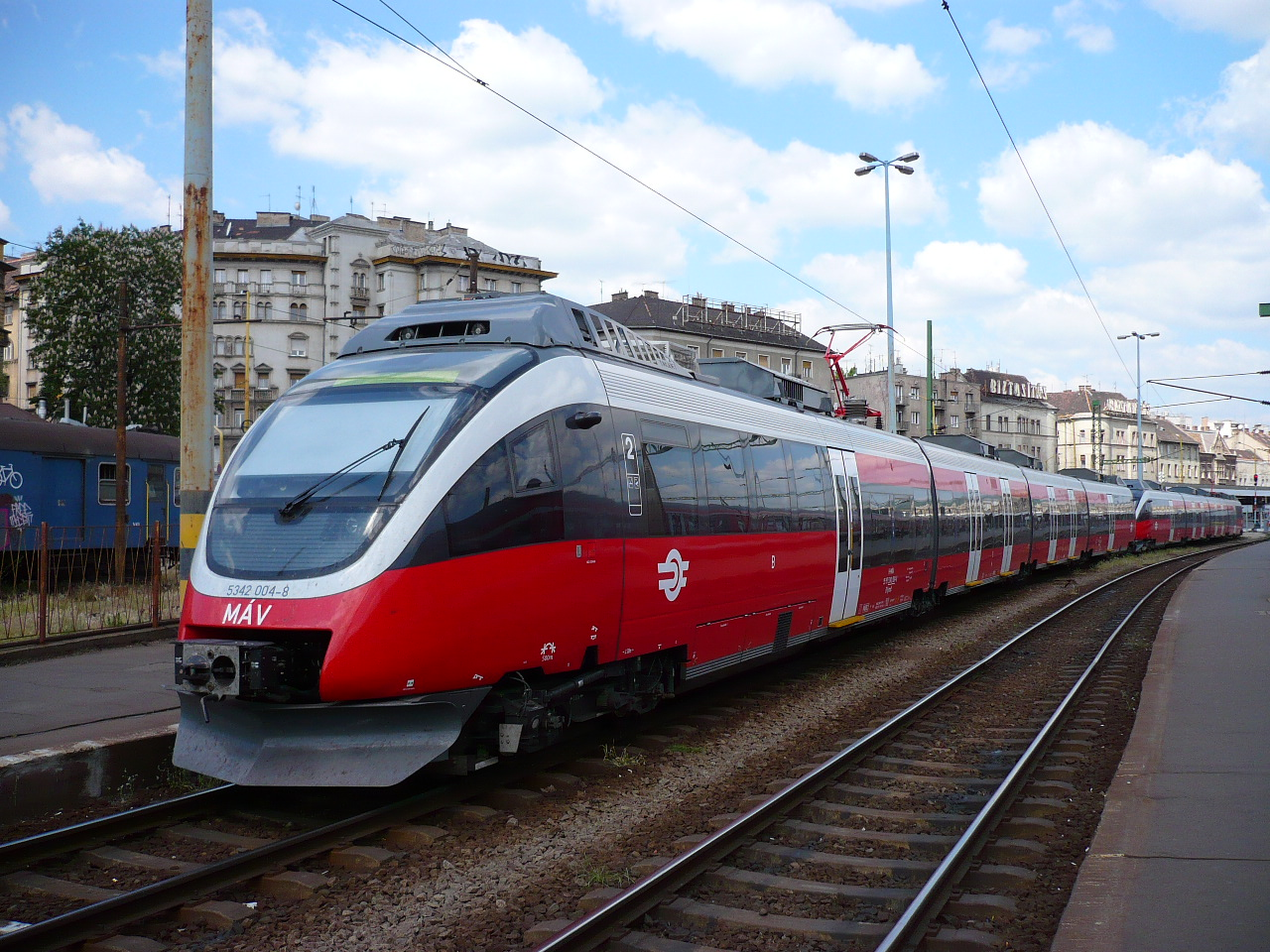
MÁV 5342 (ma 425) sorozatú motorvonat

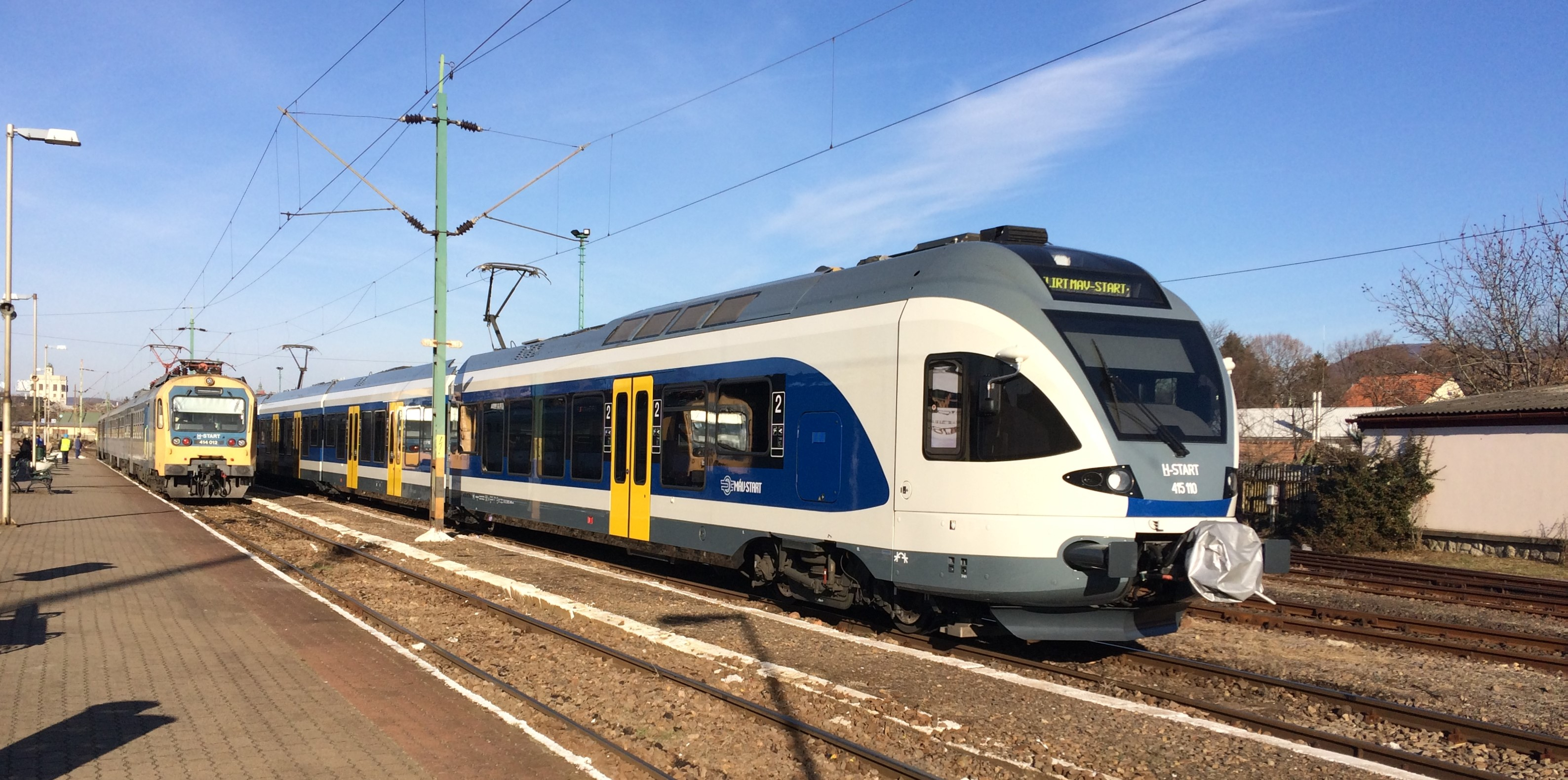
A MÁV 5341 (ma 415) sorozatú villamos motorvonata

- A MÁV 414 sorozatú villamos motorkocsija (BDVmot, „Hernyó“)
- A MÁV 424 sorozatú villamos motorkocsija (BVhmot, „Kis Samu“)
- A MÁV 434 sorozatú villamos motorkocsija (BVmot, „Samu“)
- A MÁV 415 sorozatú villamos motorvonata (5341 BVpmot, „FLIRT“)
- A MÁV 425 sorozatú villamos motorvonata (5342 BVbdpmot, „Talent“)
- A MÁV 815 sorozatú villamos motorvonata („KISS“)
- A MÁV 406 sorozatú villamos motorvonata (Citylink 406, "Tram-Train") Hódmezővásárhely-Algyő-Szeged vonalon közlekedik